# ОШ „Бора Станковић” Тибужде
Основна школа "Бора Станковић" је прва школа на српском језику у Тибужду, датира из 1898. године. Школа је била смештена у једној од црквених зграда, била је четвороразредна.

## Изградња школе
Данашња школска зграда подигнута је 1910. године, а изградили су је од својих средстава мештани више села: Тибужда, Дулана, Леве Реке, Лукова, Барбарушинца и Вишевца. Иако је школа била основна, замишљено је да има интернатски смештај за ђаке из удаљених села. Школска зграда изграђена је и изузетним залагањем учитеља Мирка Поповића и његове жене Афродите.

## Рад школе
У време рата 1941 настава у школи одржавала се на бугарском језику и изводила су је два бугарска учитеља. Након напада партизана 1944 године учитељи беже и школа не ради до коначнох ослобођења 1945 године. Алфабетски течај, организован 1945 године, са којим је руководила учитељица Драга Јовановић, похађала је 44 полазника а завршило 33. Са описмењавањем становништва радило се све до 1956/57. године.Септембра 1951. године отварена је продужена основна школа (петоразредна школа). Године 1952/53. формиран је радно просветни здравствени течај за женску омладину. Течајевима су руководили Драга и Милутин Јовановић. Школске 1956/57 године шестогодишња школа прераста у осмогодишњу школу са два одеља у раѕреду. За првог управитеља школе именован је Милутин Јовановић-учитељ.Предметну наставу изводили су стручни учитељи који су се усавршавали за рад,изузев неких појединаца који су имали више или високо образовање. Прерастањем тибушке школе у централну осморазредну школу припојене су до тада самосталне четворораѕредне школе у Лукову,Златокопу,Доњем и Горњем Требешињу и Ћуковцу. Број ученика у Тибужду је драстично повећан. Школа је имала око 500 до 600 ђака. Услови за рад су били неадекватни, недостајале су учионице,па су станови за учитеље претворени у учионички простор,а учитељи су становали по приватним кућама. Наставна средства и учила су била скромна,и правили су их углавном сами учитељи. Године 2013. школа је бројала око 215 ученика.

## Друштвено користан рад
у оквиру друштвено корисног рада школа је дуги низ година од 1970.године до 1985.изводила практичну наставу на пољопривредној парцели у Тибужду.Школа је редовно учествовала у ношењу штафете младости,а више пута је била домаћин. Сарадња школе са селом 70-тих година била интензивна и огледала се у радним акцијама на рашчишћавању и сређивању пута Златокоп-Тибужде.због недостатка простора школа у Тибужду је дограђена 1977-78.године када је постојећој згради припојено још 6 учионица.Такође у том периоду тачније 1972.године изграђена је и нова школска зграда у селу Горње Требешиње.Ова школа је данас у саставу Тибушке школе.

## Борина недеља
Школа сваке недеље у време општинске манифестације Борина недеља,у последњој недељи марта,прославља дан школе.Учешће у приредби узимају ученици свих подручја школе,и приредба је централни културни догађај за мештане и ђаке.Тог дана уназад 7 година излази и школски лист То смо ми.У листу је публикован рад свих подручја матичне школе у протеклој школској години,похваљују се најбољи,објављују се најуспешнији ученички радови.

## Рад секција
Рад секција се огледа кроз приредбе,јавне манифестације и такмичења током године Дечија недеља,Нова година,Свети Сава,8.март, квизови знања, еколошке акције чишћења школске средине.До сада су организоване бројне хуманитарне акције јер потребе за то постоје.Свети Сава је школски празник који се слави у свим школама традиционално већ десетак година.Том приликом до изражаја долази пуна сарадња школе и локалне заједнице јер учешће у прослави узимају родитељи и мештани.

## Пројекат
Школа је 2005.године урадила пројекат Школски развојни план и пројекат Самовредновање.У оквиру школског развојног плана,испланирано је и врло успешно се реализује стручно усавршавање наставника школе,сарадња са локалном заједницом и осавремењивање наставе новим методама рада.Пројектом самовредновања отпочело се са вредновањем рада у школи што све врло подстицајно делује на запошљене у школи.

## Географски положај
Школа има врло специфичан географски положај.У свом саставу има неколико моравских школа и школе на Барелићу на 1200 м надморске висине.Средина у којој се школа налази је еколошки здрава средина и пружа одличне услове за прикупљање биља,проучавање флоре и фауне,а зими за зимске спортове.